# Stazione di West Hampstead
La stazione di West Hampstead è una stazione ferroviaria posta lungo la ferrovia North London, a servizio del quartiere di Hampstead nel borgo londinese di Camden.

## Movimento
L'impianto è servito dai treni della relazione Stratford-Richmond/Clapham Junction della London Overground, erogati da Arriva Rail London per conto di Transport for London.

## Interscambi

Schema delle tre stazioni di West Hampstead.

La stazione consente l'interscambio con la stazione omonima della linea Jubilee della metropolitana, dalla quale dista 100 metri, e con la stazione omonima di Thameslink, dalla quale dista 200 metri.
Nelle vicinanze della stazione effettuano fermata alcune linee automobilistiche, gestite da London Buses.
- Stazione ferroviaria (West Hampstead - linea Jubilee)
- Stazione ferroviaria (West Hampstead - Thameslink);
- Fermata autobus